# ショウダユキヒロ
ショウダ ユキヒロ（1980年12月27日 - ）は、日本の映像作家。大阪府出身。

## 概要
1980年生まれ。大阪市出身、京都工芸繊維大学造形工学科卒業。LA在住。
MV、CM、ショートフィルム、ドキュメンタリー等ジャンルに縛られず活動中。
ポストプロダクションで技術職を学んだ後2009年にディレクターに転向、独立。
以降、坂本龍一の「watch_ryuichi sakamoto playing the piano 2009 japan」でライブ映像とツアー・ドキュメンタリー映像を担当、2011年に発表したショートフィルム『blind』では震災後の日本の未来を描き、国内外の映画祭などで話題を呼ぶ。同年、MOTOROLAの「SOCIAL 0.0 LAB」で話題の文化人やアーティストなどが”豊かさ”についてを問うショートフィルムを発表。2012年TOWER RECORDS のコンセプトムービー「LIVE LIVEFUL!」では、様々なアーティストやパルクールが渋谷の街を駆け抜ける疾走感溢れる映像で、ストリートカルチャーと音楽と映像を融合させた。
他、2011年よりスポンサーにとらわれない自由な発表をするというクリエイター達が集まったNOddINにも参加し、毎年の展示で映像を発表。2014年にはカメラマンのショウダマサヒロと共に DIGGLER&DILDO名義でMotion Tagging Exhibitionを恵比寿 KATAにて開催。近年では日本と海外をつなぐディレクター達でNIONという制作プロダクションをたちあげるなど、活動の幅を広げている。2016年10月29日・30日には村上虹郎主演の体感型アートフィルム『KAMUY』が公開。

## 主な作品

### ショートフィルム
- ドキュメンタリー『watch_ryuichi sakamoto playing the piano 2009 japan』（2010）
- blind（2011）
- RIZE X NAZUNA feat. Shing02 (2013)
- Motion Tagging Exhibition (2014)
- NHK テクネ 映像の教室　『11:29』 (2015)
- KAMUY（2016）

### CM
- MOTOROLA SOCIAL0.0 LAB
- 日清食品 日清カップヌードル カップヌードル『REAL』シリーズ
- TOWER RECORDS SHIBUYA - Live liveful
- BMW Shortfilm『Bike is a journey 』
- インテリジェンス／ DODA　DODA クオートキャンペーン「キング牧師×綾野剛」
- リクルート 「リクナビ2017」
- BEAMS 『TOKYO CULTURE STORY 今夜はブギー・バック（smooth rap）』
- アサヒビール『アサヒスーパードライ「瞬冷辛口 ただ一度だけのスーパードライ」編』

### MV
- RADWIMPS「ドリーマーズ・ハイ」
- 高橋優「(Where's)The Silent Majority? 」
- androp 「Voice」
- androp 「Missing」
- Sakiko Osawa 「Gimme Action ft. Saga Bloom (OIRAN MUSIC 2014) 」
- GReeeeN「僕らの物語」
- サカナクション「グッドバイ」
- illion「Hilight feat.5lack」
- スチャダラパーからのライムスター「Forever Young」